# Eriopyga crocosticta
Eriopyga crocosticta là một loài bướm đêm trong họ Noctuidae.